# Tripalium

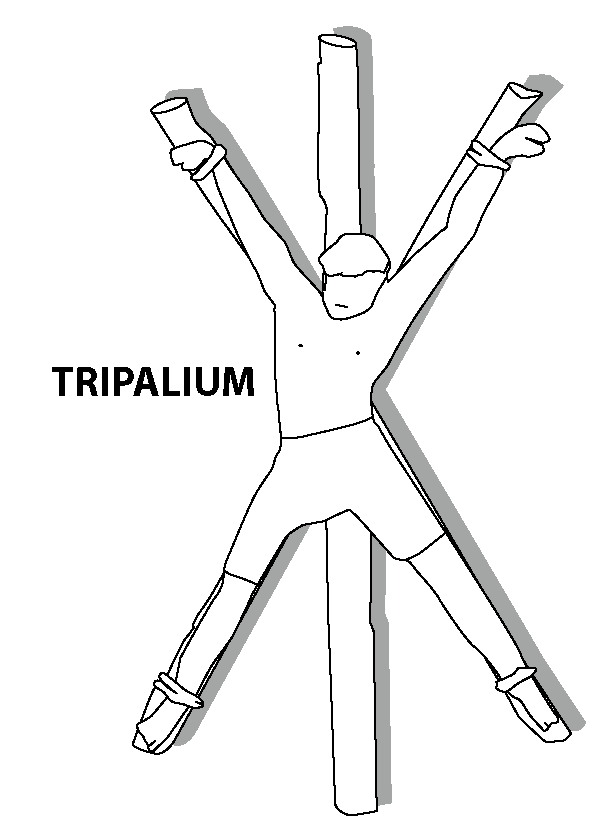
Possible apparence de l'instrument de torture auquel aurait pu faire référence le mot tripalium.

Tripalium ou Trepalium (dérivé des racines latines, « tri / tres » et « palis » - littéralement, « trois pieux »), est un terme latin considéré comme faisant référence à un instrument de torture composé de trois barres de bois (description basée sur son sens littéral). Il est fréquemment considéré comme étant l'origine étymologique du mot « travail » en français ainsi que de son équivalent dans de nombreuses langues latines mais cette parenté étymologique est largement contestée.

## Étymologie
Le terme tripalium est attesté dans le texte du Concile d'Auxerre (en), à la fin du VIe siècle. Il proviendrait de tripalis, lui-même formé de tres (« trois ») et palis (« pieu »).

### Dérivés
Tripalium est en général considéré comme la source de plusieurs mots modernes dans les langues latines et germaniques : travail en français ou encore trabajo en Espagnol,, travaglio (italien), trabalho (portugais), traballo (galicien), trabalh (occitan), treball (catalan) et travel (voyage en anglais).
À l'exception du terme anglais, tous les termes dérivés de tripalium signifient « travail ». Cependant, cette parenté étymologique est contestée,.
Tripalium est le nom, pris en 2007, par un réseau associatif promouvant l'autoconstruction d'éoliennes sur un modèle à trois pales développé à l'origine par l'écossais Hugh Piggott.

## Histoire

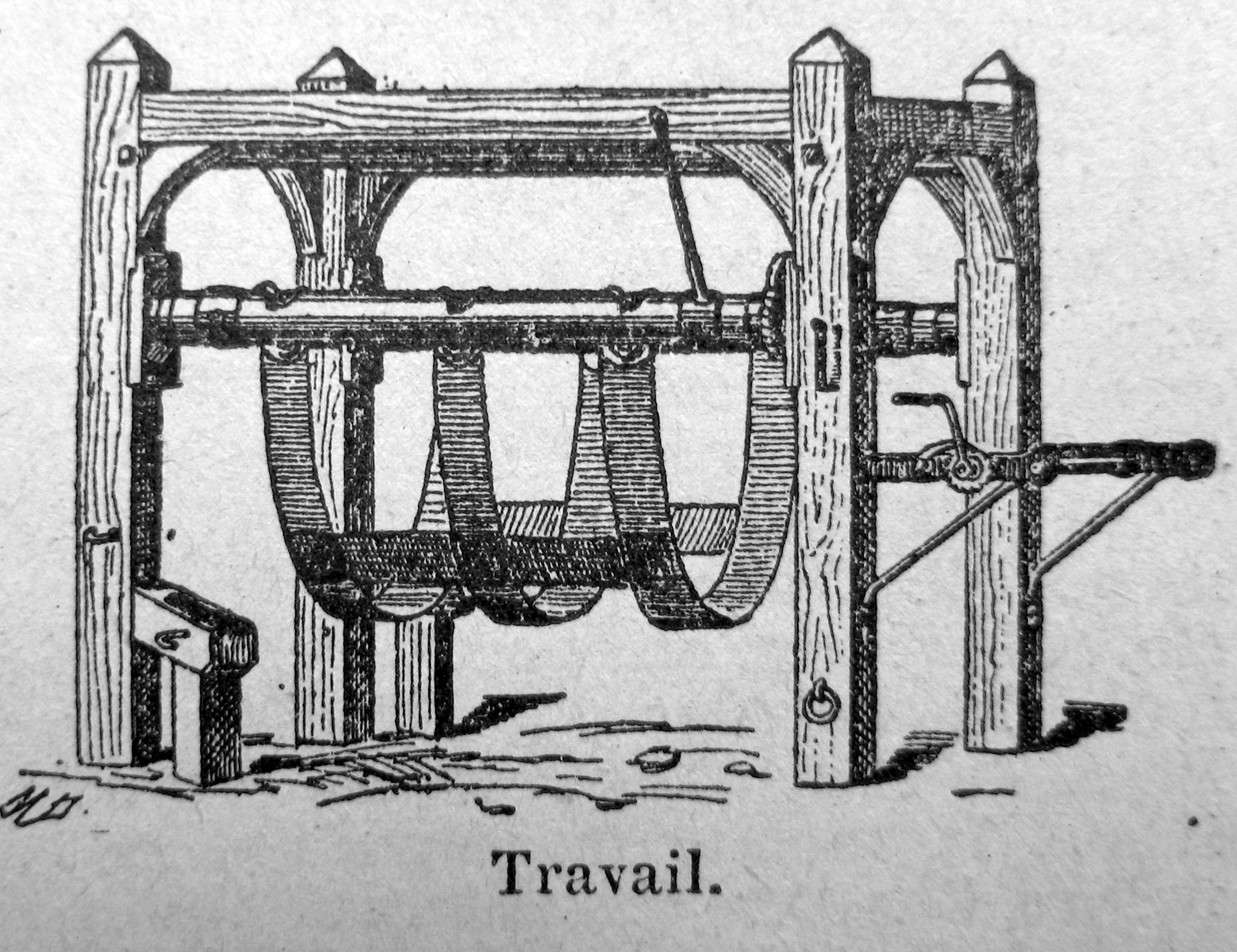
Travail à ferrer. Dessin dans le Petit Larousse illustré de 1925.

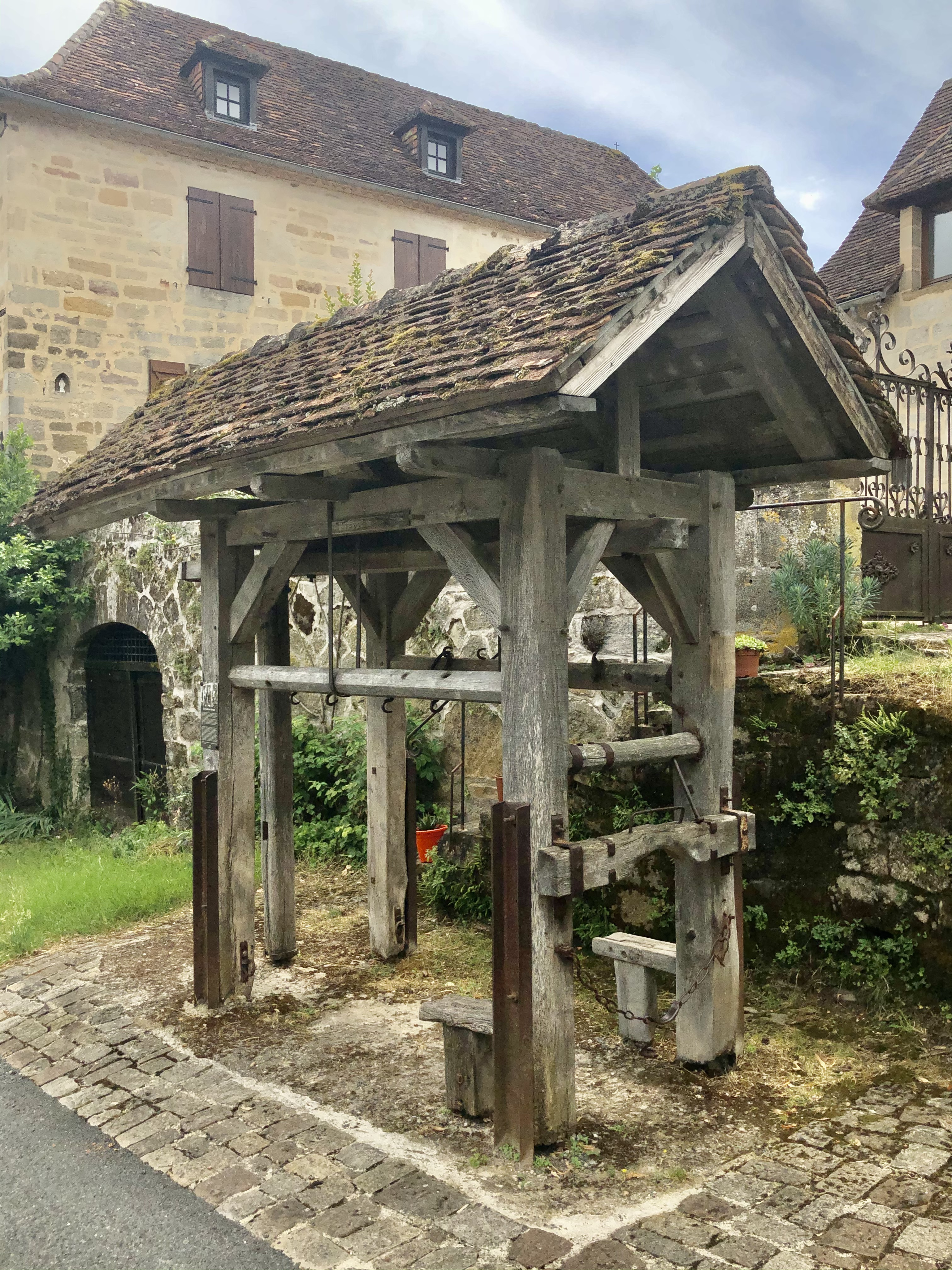
Travail à ferrer de Curemonte.

L'utilisation contextuelle originale de tripalium n'est toujours pas clairement avérée. Les tentatives pour en établir le sens reposent principalement sur des interprétations variées de son sens littéral : « trois pieux ». Les premières références de l’époque romaine montrent qu’il est utilisé pour décrire une structure en bois conçue pour immobiliser en toute sécurité un grand animal "fougueux" (cheval, bœuf, vache) afin de pouvoir l'examiner ou lui apporter des soins. Dans le texte du Concile d'Auxerre (en), à la fin du VIe siècle, il est utilisé pour indiquer l'interdiction faite aux clercs d'assister aux séances de torture (« Non licet presbytero nec diacono ad tripalium ubi rei torquentur stare. »). Le sujet y aurait été attaché et torturé (par exemple, brûlé par le feu). 
Cependant, les documents historiques concernant la torture dans l'ancien Empire romain fournissent de nombreuses informations sur des affaires célèbres où elle a été utilisée et en décrivent la légalité, mais rarement la nature de la torture elle-même, et ils ne font pas référence à l'empalement,. 
La transition du tripalium au mot technique français travail eut lieu au XIIIe siècle. Travail est encore utilisé aujourd'hui en France pour décrire une structure en bois similaire au tripalium en maréchalerie. Avec l'évolution de la langue française, Tripalium aurait pu potentiellement diverger dans les variantes suivantes : « traveil », « traval » ou « traveaul ». Au Moyen Âge, tripalium décrit soit une structure constituée d'un cadre de poutres en bois appelé Trabicula, soit une poutre individuelle dans la structure[source insuffisante].